# Worstead
Worstead is een civil parish in het bestuurlijke gebied North Norfolk, in het Engelse graafschap Norfolk met 922 inwoners.